# Manderson-White Horse Creek
Manderson-White Horse Creek é uma Região censo-designada localizada no estado norte-americano de Dakota do Sul, no Condado de Shannon.

## Demografia
Segundo o censo norte-americano de 2000, a sua população era de 626 habitantes.

## Geografia
De acordo com o United States Census Bureau tem uma área de
14,8 km², dos quais 14,8 km² cobertos por terra e 0,0 km² cobertos por água.

## Localidades na vizinhança
O diagrama seguinte representa as localidades num raio de 28 km ao redor de Manderson-White Horse Creek.